# Arrivederci professore
Arrivederci professore (The Professor) è un film del 2018 scritto e diretto da Wayne Roberts con protagonisti Johnny Depp, Rosemarie DeWitt, Danny Huston, Zoey Deutch, Ron Livingston e Odessa Young.
È stato presentato in anteprima mondiale allo Zurich Film Festival il 5 ottobre 2018.

## Trama
Il professor Richard Brown, docente universitario di letteratura, si trova nell'ambulatorio del medico curante e riceve tristi notizie sul proprio stato di salute: ha un cancro ai polmoni allo stadio avanzato, ormai degenerato in metàstasi estesa all'intero organismo; la sua aspettativa di vita è, secondo il medico, di sei mesi senza trattamento, ma potrebbe estendersi a 12-18 mesi con un trattamento aggressivo e doloroso. Richard è devastato dalla notizia, si rende autore di frequenti tirate verbali contro sé stesso e s'aggira per la città e per il campus in una sorta di stupore emotivo.
All'arrivo a casa per cena, Richard vorrebbe dare a sua moglie Veronica e a sua figlia Olivia le cattive notizie, ma la conversazione della cena assume risvolti inattesi: Olivia confessa di essere lesbica e di avere una ragazza, ma Veronica la liquida dicendole che sta solo attraversando una fase transitoria della propria vita: la ragazza se ne va, sconvolta dalla mancanza di sostegno da parte della madre. La relazione di Richard con la moglie è in crisi e la donna si confronta con lui, ammettendo anche di avere un amante, il decano dell'università in cui Richard insegna: a questo punto Richard non riesce però a condividere con la famiglia la sua grave situazione.
Il giorno dopo, nel campus, Richard saluta tutta la classe con un tono di confronto che riflette indirettamente la desolazione della propria situazione medica. Comincia col sottolineare l'obbligo di vivere la vita al massimo e critica ogni stereotipo che coglie tra gli studenti; congeda gli studenti che ritiene siano lì solo per ottenere buoni voti con facilità, promettendo loro che avranno un voto sufficiente. Dopo che oltre la metà dei potenziali studenti presenti abbandona l'aula, Richard rimane con un nucleo di studenti che sembrano attratti dalla franchezza dei suoi discorsi poco ortodossi; tra gli allievi rimasti c'è la nipote del preside del college, il quale è altresì membro di diversi dipartimenti della facoltà (come lo stesso Richard); la ragazza sembra ammirare Richard per tutte le evidenti differenze tra lui e suo zio.
Richard chiede all'amico nonché presidente del suo dipartimento Peter Matthew di concedergli un congedo sabbatico immediato; il presidente ribatte che, con un preavviso così breve, la richiesta non può essere accolta, ma Richard continua a insistere e infine gli rivela la sua malattia: Peter promette che farà del suo meglio e cerca di dare supporto emotivo all'amico.
L'aula, per Richard, diventa un luogo per sfogare la propria frustrazione nei confronti della vita e per incoraggiare gli studenti a non cadere nelle trappole e negli illusori percorsi di carriera che ha intrapreso nell'arco della propria esistenza; gli studenti sono molto ricettivi: uno studente omosessuale offre a Richard dolcetti di canapa e una prestazione sessuale nell'ufficio di Richard; la nipote del preside, in un'altra occasione, chiede a Richard una lenta danza romantica in un circolo locale. La dipendenza di Richard da alcolici e droghe peggiora progressivamente, tanto da dover essere ricoverato in ospedale per un'intossicazione.
Richard riesce però a dimostrare il proprio affetto nei riguardi dei parenti stretti e degli amici rimasti dopo la diagnosi, cosa che prima non aveva mai fatto; finalmente riesce a legare con la figlia e a rattoppare almeno parzialmente la situazione matrimoniale, grazie a una frenetica consumazione di droga in camera da letto.
La fine sembra tuttavia inevitabile, poiché Richard non accetta l'opzione di avvalersi della chemioterapia per prolungare la propria vita di un solo anno e decide di lasciare casa e famiglia per il suo ultimo congedo sabbatico, approvato dall'ateneo: Richard decide di trascorrere in solitudine la fase conclusiva della propria esistenza e si allontana col proprio cane, per non essere di peso alla moglie e alla figlia negli ultimi mesi di vita, mentre il suo cancro si aggrava rapidamente.

## Produzione
L'8 maggio 2017 è stato annunciato che Johnny Depp sarebbe stato il protagonista di una pellicola drammatica intitolata Richard Says Goodbye nei panni di un professore universitario; che la pellicola sarebbe stata scritta e diretta da Wayne Roberts, già regista di Katie Says Goodbye, sua opera d'esordio; e che l'IM Global avrebbe finanziato il film. Brian Kavanaugh Jones ha prodotto il film attraverso Automatik Entertainment insieme a Greg Shapiro di IM Global. Il 20 luglio 2017 Zoey Deutch è stata scelta per interpretare un'allieva del professore; il resto degli interpreti principali è stato ufficializzato il 25 luglio 2017: tra essi, Danny Huston, Rosemarie DeWitt, Devon Terrell e Odessa Young.
Le riprese sono iniziate il 25 luglio 2017 a Vancouver.

## Distribuzione
La pellicola è stata presentata in anteprima il 5 ottobre 2018 allo Zurich Film Festival; è stata distribuita nelle sale italiane a partire dal 20 giugno 2019.

## Accoglienza
Nonostante non sia stato un grande successo al botteghino e abbia ricevuto recensioni negative da parte della critica, il film è stato accolto positivamente dal pubblico che ne ha elogiato il messaggio, il tono, la regia e la performance di Johnny Depp.